# Bennington (Vermont)
Bennington es un pueblo ubicado en el condado de Bennington en el estado estadounidense de Vermont. En el año 2010 tenía una población de 15 764 habitantes y una densidad poblacional de 143,18 personas por km².

## Geografía
Bennington se encuentra ubicado en las coordenadas 42°53′28″N 73°12′29″O / 42.89111, -73.20806.

## Demografía
Según la Oficina del Censo en 2000 los ingresos medios por hogar en la localidad eran de 33 706 dólares estadounidenses y los ingresos medios por familia eran 40 615 dólares. Los hombres tenían unos ingresos medios de 30 712 dólares frente a los 22 411 de las mujeres. La renta per cápita para la localidad era de 17 290 dólares. Alrededor del 14,6 % de la población estaban por debajo del umbral de pobreza.

## Personalidades conocidas
- John Addison (1920-1998), compositor británico de música para cine, falleció en esta ciudad.
- Julia Hunt Catlin Park DePew Taufflieb (1864-1947), primera mujer americana galardonada con la "croix de guerre" y la legión de honor francesas.